# Гудима, Егор Васильевич
Егор Васильевич Гудима (1812—1870) — педагог Российской империи.

## Персона
Происходил из дворян Полтавской губернии: родился в 1812 году в Пирятинском уезде в семье Василия Тимофеевича Гудима. Вторым кандидатом (после Я. П. Бальмена) в 1832 году окончил Нежинскую гимназию.
Два года был домашним учителем, затем переехал в Санкт-Петербург, где служил канцелярским чиновником в комиссии духовных дел; в 1835 году преподавал географию в Дворянском полку.
В 1842 году оставил службу и определился помощником секретаря товарища министра уделов, затем был начальником отделения; в 1853 году был произведён в коллежские советники; в 1854 году вышел в отставку.
В 1857 году вернулся на службу; 3 марта был назначен исполняющим должность директора гимназии и училищ Черниговской губернии; 7 января 1858 года был утверждён в должности и занимал её до 24 августа 1866 года, когда приказом управляющего министерством народного просвещения был назначен директором Нежинского лицея.
Умер в Киеве в 1870 году в чине статского советника.

## Семья
Был женат на дочери коллежского советника Татьяне Александровне Борисовой. Их дети:
- Лидия (12.08.1842—?), была замужем за Виктором Константиновичем Вульфом. Их сын, учёный-кристаллограф Георгий Викторович Вульф.
- Николай (23.01.1844—?)
- Борис (15.03.1847—?)